# La principessa di Broglie
La principessa di Broglie (La Princesse de Broglie) è un dipinto ad olio su tela dell'artista neoclassico francese Jean-Auguste-Dominique Ingres. L'opera venne dipinta tra il 1851 e il 1853 ed oggi è conservata al Museo d'Arte Metropolitana di New York.
Il dipinto ritrae Pauline de Galard de Brassac de Béarn, che nel 1845 sposò il futuro ventottesimo primo ministro francese Albert de Broglie. All'epoca della conclusione del dipinto Pauline aveva 28 anni. Il dipinto cattura la sua melancolia e la sua timidezza. Pauline si ammalò di tubercolosi pochi anni dopo e morì a 35 anni nel 1860. Anche se egli visse fino al 1901, Albert non volle risposarsi.
Questo dipinto, il penultimo ritratto femminile di Ingres e l'ultimo a raffigurare un membro dell'alta società, è considerato uno dei migliori ritratti femminili del periodo tardo ingresiano, assieme a La viscontessa d'Haussonville, il Ritratto di Betty de Rothschild e Madame Moitessier. Come in molti ritratti femminili dell'artista, i dettagli del vestito e dell'ambientazione sono resi con precisione mentre il corpo sembra privo di una struttura ossea solida.

## Storia

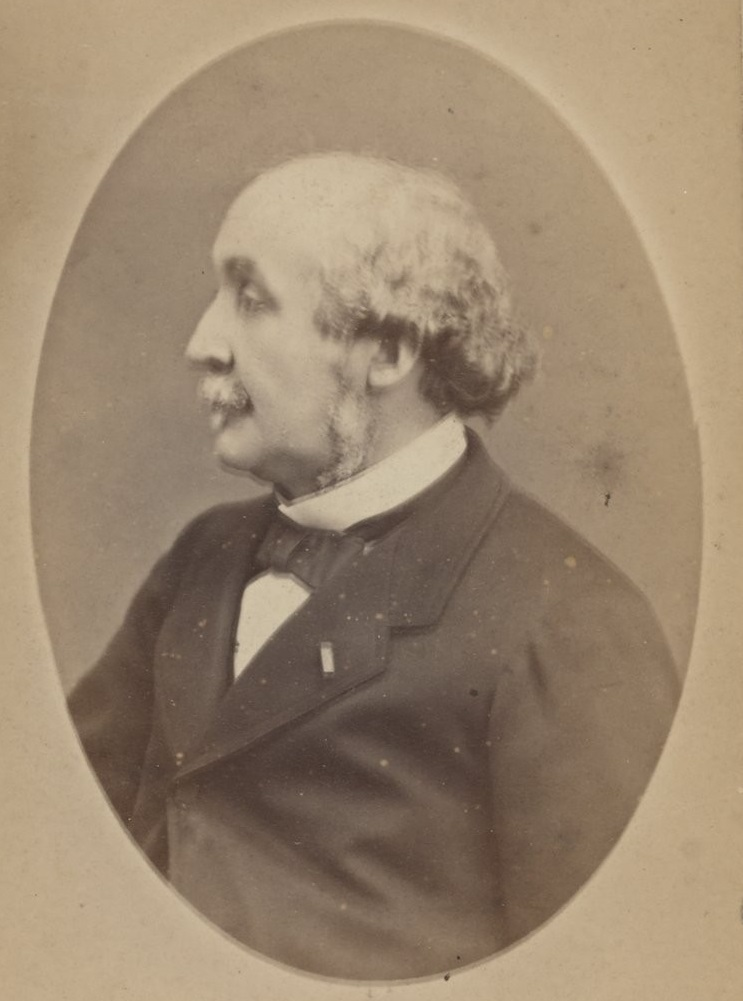
Albert, quarto duca di Broglie e ventottesimo primo ministro francese.

Joséphine-Éléonore-Marie-Pauline de Galard de Brassac de Béarn (1825–1860) sposò Albert, quarto duca di Broglie, il 18 giugno 1845. In occasione del loro matrimonio, i due si denominarono rispettivamente "principessa" e "principe", in quanto i membri precedenti della casata di Broglie si erano fregiati del titolo di "principe del Sacro Romano Impero" dal 1759. Pauline era una donna molto intelligente e pia, ben istruita e che scrisse alcuni testi durante la sua vita. Era molto nota la sua timidezza; ella era considerata molto bella e affascinante, ma coloro che la circondavano spesso evitavano di guardarla negli occhi per non metterla in imbarazzo. Albert era fedele a sua moglie e commissionò il dipinto ad Ingres dopo essere rimasto colpito dal ritratto che l'artista fece per sua sorella, la contessa d'Haussonville Louise de Broglie, nel 1845.
Albert cominciò a conoscere l'artista intorno al 1850 per chiedergli la realizzazione del ritratto. Ingres cenò con i Broglie nel gennaio di quell'anno e, secondo un testimone oculare, egli sembrava essere molto contento con la sua modella.
Influenzato dalle tecniche lavorative di Jacques-Louis David, Jean-Auguste-Dominique Ingres cominciò con dei disegni preparatori di nudo, per i quali impiegò delle modelle professioniste. Egli infatti costruì la struttura anatomica del soggetto, come si vede nello studio del museo Bonnat, prima di decidere come costruire il costume fastoso e gli accessori. Nonostante non siano sopravvissuti i documenti della commissione, gli abbozzi possono essere datati al 1850, l'anno nel quale lo stile dell'abito da sera della tela divenne di moda. Ingres firmò il quadro a sinistra della donna scrivendo "J. INGRES. pit 1853".
Pauline morì di tubercolosi nel 1860, a trentacinque anni. Dopo la sua morte, Albert pubblicò tre volumi dei suoi saggi sulla storia religiosa. Albert nascose il ritratto dietro una tenda di velluto, mostrandolo solo in occasioni rare. Dopo la sua morte, il dipinto passò di membro in membro della famiglia finché nel 1958 non venne venduto al museo novaiorchese grazie al banchiere e collezionista d'arte Robert Lehman.

## Disegni preparatori
Rispetto agli altri ritratti del suo periodo tardivo, esistono pochi schizzi preparatori per il dipinto della principessa di Broglie. La tecnica tipica di Jean-Auguste-Dominique Ingres era quella di usare degli abbozzi sia per tracciare il lavoro finale che per guidare gli assistenti su cui faceva affidamento per dipingere nei passaggi meno importanti. Alcuni disegni sono andati persi o distrutti.

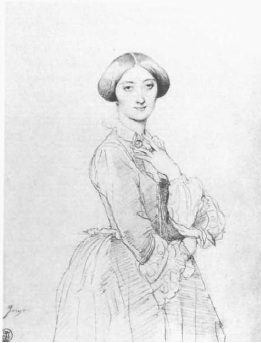
Uno studio in grafite per il dipinto risalente al 1851-1852 circa.

Gli schizzi esistenti sono datati dal 1850 al 1853 e sono disegnati con la grafite su carta. I disegni variano nell'elaborazione e nei dettagli, ma dimostrano come il pittore stesse cercando la posa e la forma del soggetto: il primo consiste in uno schizzo veloce della principessa mentre è seduta. Esiste uno studio di nudo a figura intera raffigurante il soggetto nella posa finale, nel quale Ingres sperimentò due posizioni diverse per le braccia incrociate. Un secondo studio a figura intera mostra la stessa figura ma vestita con l'abito. Altre due studi si concentrano sulle mani. Uno studio portato a termine raffigura la principessa in piedi con la mano sinistra sul collo e un abito più semplice di quello del dipinto.

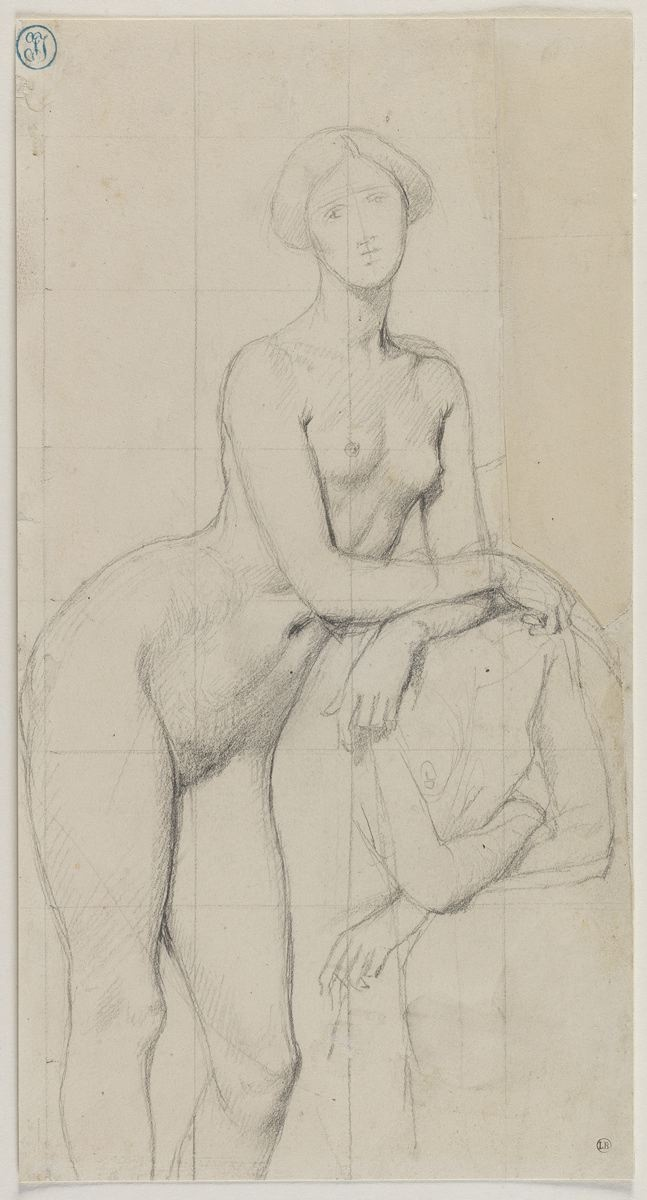
Uno studio di nudo risalente al 1852 circa e conservato al museo Bonnat di Bayonne.
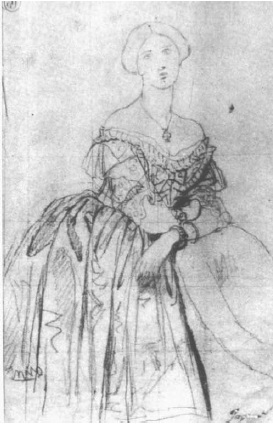
Uno studio per il vestito risalente al 1852-1853 circa.

I motivi centrali del dipinto erano già stati tracciati nei primissimi studi, nei quali sono presenti il volto ovale, le sopracciglia arcuate e l'abitudine di piegare le braccia infilandone una nella manica opposta. Il pittore scrisse al suo amico e mecenate Charles Marcotte che egli si stava sforzando nel fare tutti i dettagli e che questo sarebbe stato l'ultimo ritratto su commissione da lui realizzato.

## Descrizione

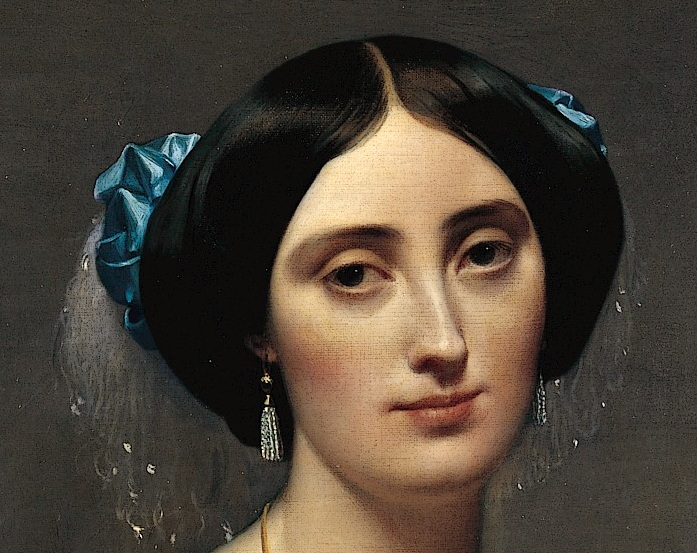
Un dettaglio del volto della principessa e degli orecchini.

La principessa di Broglie è mostrata di tre quarti, con le braccia appoggiate su una poltrona damascata color oro chiaro. La sua testa è inclinata verso la sua destra, così da vedere lo spettatore. I suoi capelli neri sono tirati indietro e legati da due nastri di raso blu arricchiti da delle piume di marabù. Ella è raffigurata nella casa di famiglia situata al numero 90 della rue de l'Université a Parigi. Pauline indossa un abito da sera che è al culmine della moda parigina contemporanea, in particolare la moda opulenta del secondo impero nei vestiti, nei gioielli e i mobili: ella indossa uno scialle da sera ricamato in oro e un abito da sera di raso color blu pallido, con le maniche corte e delle rifiniture in pizzo. L'abito poi termina in una gonna larga.
I suoi ornamenti comprendono una collana, degli orecchini con nappe e dei braccialetti su ogni posto. Il suo ciondolo con la croce patente simboleggia la sua devozione e forse venne disegnato da Fortunato Pio Castellani o la ditta Mellerio dits Meller. Gli orecchini consistono in una cascata di perline. Sul polso sinistro si trova un braccialetto di perle intrecciate, mentre sul destro ella porta un braccialetto di diamanti incastonati e maglie d'oro smaltate. La collana è retta da una catena a doppio anello che tiene il pendente d'oro che richiama la bulla dell'antica Roma.

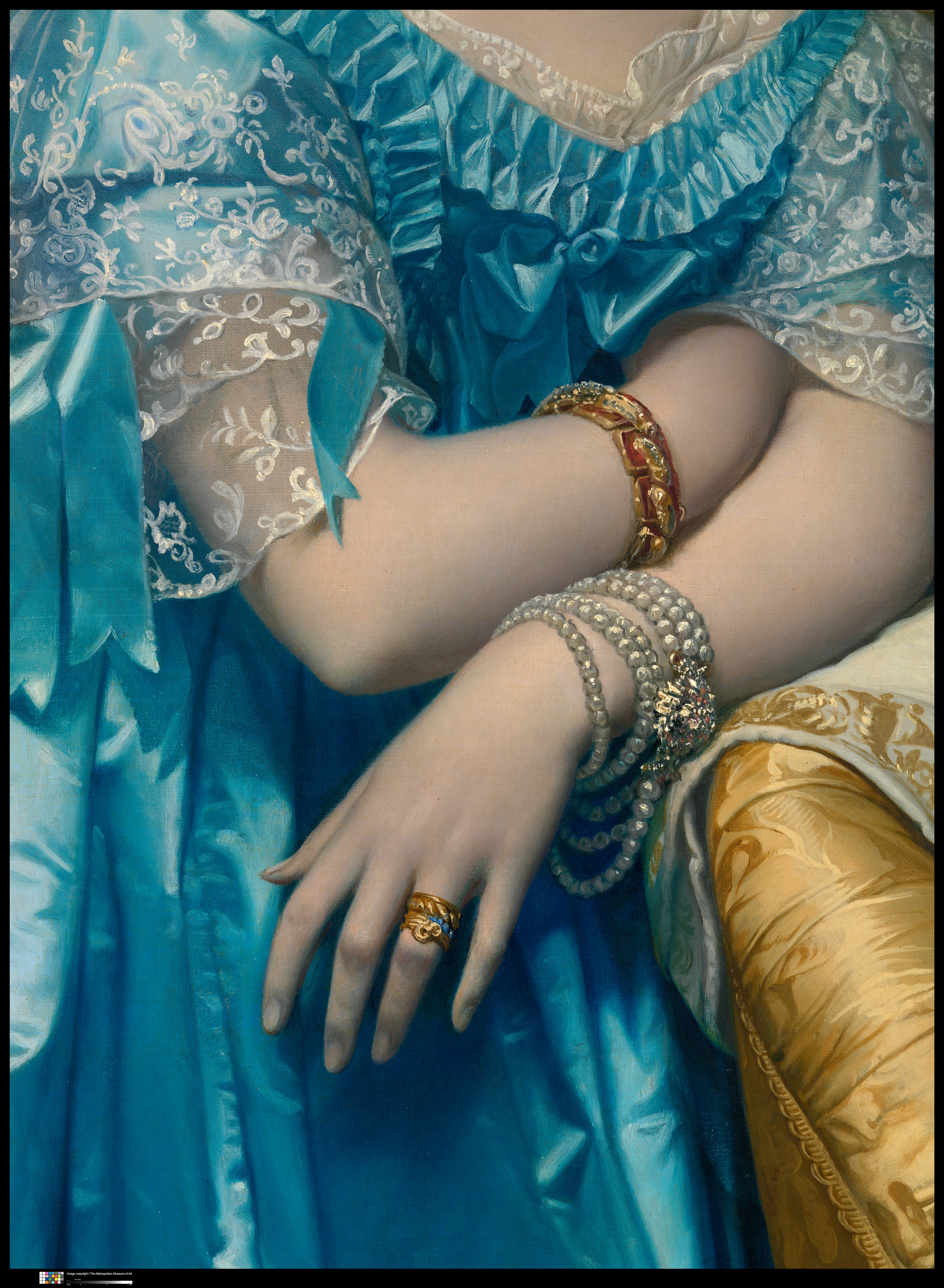
Un dettaglio delle braccia, dei braccialetti e degli anelli.

Come in tutti i ritratti femminili ingresiani, il corpo di Pauline sembra privo di una struttura ossea solida: il collo è insolitamente allungato, le braccia sembrano disossate e l'avambraccio sinistro sembra sottomodellato e privo di muscolatura. Il suo volto ovale e la sua espressione sono idealizzate e non sono così dettagliati come gli altri elementi sullo sfondo.
Il dipinto è composto da sfumature di bianco, grigio, blu, giallo e oro. Il vestito e le decorazioni sono dipinte con una precisione, una nitidezza e un realismo tali che gli storici dell'arte hanno fatto un paragone con le opere di Jan van Eyck. Lo storico dell'arte Robert Rosenblum descrisse delle "armonie cromatiche sorprendenti" che, a detta sua, "sono eguagliate solo dal Vermeer". I lineamenti del viso sono statuari e in alcuni punti richiamano la qualità della porcellana. Nella tela sono presenti anche dei pentimenti, come nel contorno dei capelli e nella sedia gialla. Il cappello nero sulla sedia sembra un'aggiunta successiva.

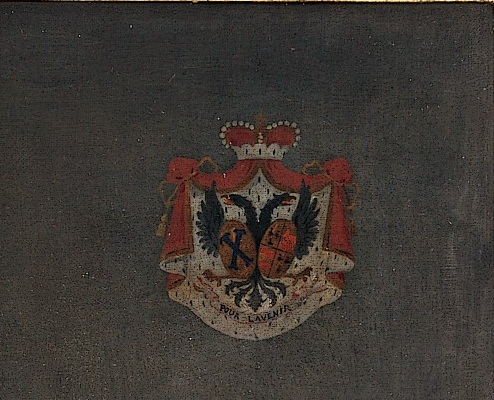
Uno stemma che unisce quelli delle famiglie de Broglie e de Béarn.

Rispetto al ritratto La viscontessa d'Haussonville, o alla maggior parte degli ultimi ritratti dell'artista, lo sfondo è piatto e senza lineamenti, probabilmente per enfatizzare uno stemma fittizio che unisce quelli della casata di Broglie e quello della famiglia de Béarn: il muro è color grigio chiaro ed è sottolineato da un leggero pigmento blu. Questo approccio minimalista riflette la cosiddetta "eleganza ascetica" dei suoi primissimi ritratti femminili, dove la donna si trovava spesso davanti ad uno sfondo senza dettagli. I dettagli precisi dello sfondo geometrico danno un'impressione di staticità, anche se un leggero movimento è implicato dall'inclinazione della testa e dalle pieghe del vestito.

## Nella cultura di massa
Un collage dell'artista contemporaneo Sam Weber, che si basa su questo quadro, venne utilizzato come copertina dell'album Nanobots del gruppo di rock alternativo di Brooklyn They Might Be Giants.